# 樺岡駅

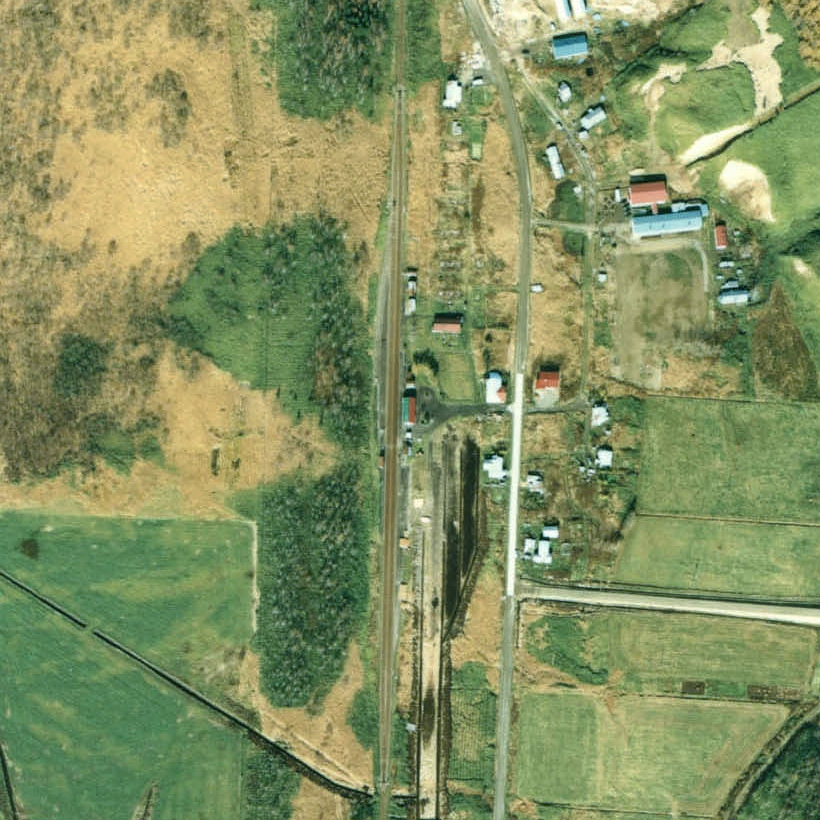
1977年の樺岡駅と周囲約500m範囲。上が南稚内方面。相対式ホーム2面2線。既に貨物及び荷物の取扱いが廃止されて、駅舎横の引込み線は撤去され、駅裏側の副本線は南稚内側からの引込み線になっている。駅裏のストックヤードは原生に戻っている。

樺岡駅（かばおかえき）は、かつて北海道（宗谷支庁）稚内市大字声問村字樺岡に存在した、北海道旅客鉄道（JR北海道）天北線の駅（廃駅）である。電報略号はカハ。事務管理コードは▲121917。

## 歴史
- 1922年（大正11年）11月1日 - 鉄道省宗谷本線、鬼志別駅 - 稚内駅（後の南稚内駅）間延伸開通（宗谷本線全通）に伴い開業[4][5]。一般駅[5]。
- 1930年（昭和5年）4月1日 - 音威子府駅 - 稚内駅間を宗谷本線から削除し路線名を北見線に改称、それに伴い同線の駅となる。
- 1949年（昭和24年）6月1日 - 公共企業体である日本国有鉄道に移管。
- 1953年（昭和28年）度：前年度まで無電燈駅であったが、同年度に電燈駅化[6]。
- 1961年（昭和36年）4月1日 - 路線名を天北線に改称、それに伴い同線の駅となる。
- 1973年（昭和48年）9月17日 - 貨物・荷物の取り扱いを廃止[7]。同時に出札・改札業務を停止し、旅客業務については無人[8]（簡易委託）化。但し、閉塞扱いの運転要員は継続配置。
- 1986年（昭和61年）11月1日 - 交換設備撤去。同時に閉塞扱いを廃止し、完全無人化。完全無人化前の職員数は1人だった。簡易委託も終了[9]。
- 1987年（昭和62年）4月1日 - 国鉄分割民営化により、北海道旅客鉄道（JR北海道）の駅となる[1]。
- 1989年（平成元年）5月1日 - 天北線の全線廃止に伴い、廃駅となる[1]。

### 駅名の由来
1973年（昭和48年）に国鉄北海道総局が発行した『北海道　駅名の起源』では単に「付近一帯に、カバが繁茂しているため」に命名された和名である、としているが、当駅の南方約2.5km付近を流れる声問川支流、タツニウシナイ川（タツナラシ川、とも）のアイヌ語名は「タッニナルㇱナイ（tat-ninar-us-nay）」（樺の・岡に・ある・川）、あるいは「タッニウㇱナイ（tatni-us-nay）」（樺の木・群生する・川）のいずれかとされており、アイヌ語研究者の更科源蔵は和名ではなくアイヌ語名を和訳したものではないか、としている。
また、『北海道　駅名の起源』の前身にあたる『駅名の起源』（鉄道省札幌鉄道局編、1939年版）では「アイヌ語『タツ、ニナラ、ウシナイ』〔ママ〕から出たもので（樺の高原なる川）の意である」として、「タッニナルㇱナイ」の和訳であるという説を支持している。

## 駅構造
廃止時点で、1面1線の単式ホームと線路を有する地上駅であった。かつては、2面2線の相対式ホームと線路を有する列車交換可能な交換駅であった。当時は、互いのホームは駅舎側ホーム中央部分と対向側ホーム北側を結んだ構内踏切で連絡していた。駅舎側（東側）ホームが上りの1番線、対向側ホームが下りの2番線となっていた。そのほか、2番線の南稚内方から対向側ホーム手前まで分岐した行き止まりの側線を1線有していた。
無人駅（簡易委託駅）となっており、有人駅時代の木造駅舎が残っていた。駅舎は構内の東側に位置し、ホーム中央部に接していた。1983年（昭和58年）時点のホームには500本のルピナス（上り藤）を植えた花壇があり、8月には一斉に花を咲かせた。

## 利用状況
乗車人員の推移は以下のとおり。年間の値のみ判明している年については、当該年度の日数で除した値を括弧書きで1日平均欄に示す。
| 年度               | 乗車人員 | 乗車人員 | 出典   | 備考                                                                                   |
| 年度               | 年間     | 1日平均  | 出典   | 備考                                                                                   |
| ------------------ | -------- | -------- | ------ | -------------------------------------------------------------------------------------- |
| 1935年（昭和10年） | 6.630    | (18.1)   | [ 15 ] |                                                                                        |
| 1949年（昭和24年） | 17,611   | (48.2)   | [ 15 ] |                                                                                        |
| 1968年（昭和43年） | 17,410   | (46.7)   | [ 16 ] |                                                                                        |
| 1970年（昭和45年） | 15,791   | (43.3)   | [ 16 ] |                                                                                        |
| 1978年（昭和53年） |          | 18       | [ 17 ] |                                                                                        |
| 1981年（昭和56年） |          | 不明     | [ 18 ] | 稚内へ向かう高校生及び通勤者数名と、病院へ向かう老人が時々利用する程度であったとされる |

## 駅周辺
広大な酪農地帯が広がっていたが、離農が進み、限界集落地域である。旧駅前周辺は廃校になった樺岡小中学校跡とバス停のみとなっている。
- 北海道道121号稚内幌延線
- 声問川
- 宗谷バス「樺岡」停留所

## 駅跡

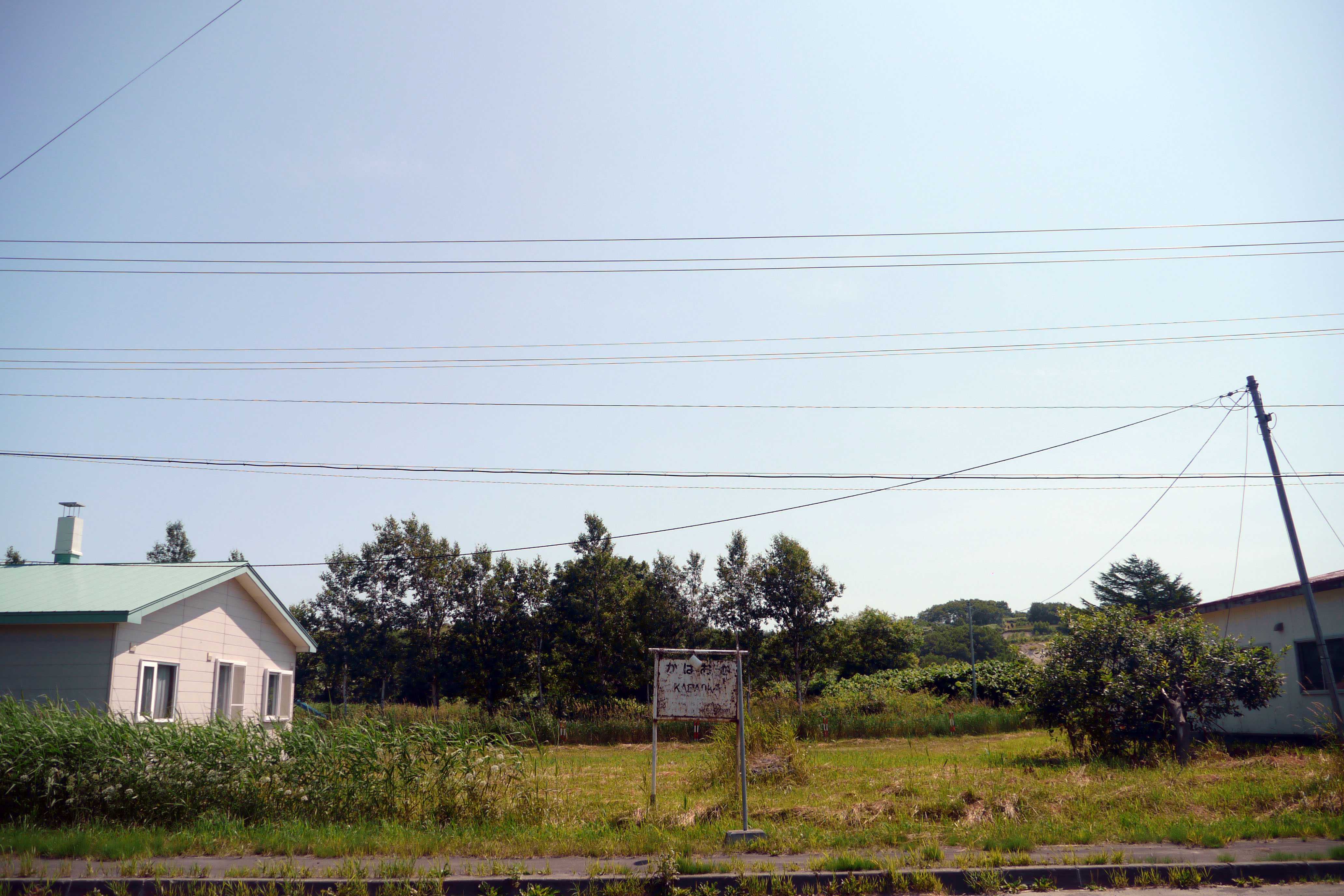
樺岡駅跡（2011年8月4日）

2011年（平成23年）時点では、当駅の跡地に本物の駅名標が残存している。但し、駅跡とは逆側に設置されている模様。この駅名標は道路に移設され、樺岡の天北線バス停留所に設置されている。現在、当駅の跡地一帯は原野になっている。

## 隣の駅
北海道旅客鉄道
天北線
沼川駅 - 樺岡駅 - 恵北駅